# Каліва (Мічиган)
Каліва (англ. Kaleva) — селище (англ. village) в США, в окрузі Меністі штату Мічиган. Населення — 507 осіб (2020).

## Географія
Каліва розташована за координатами 44°22′20″ пн. ш. 86°0′49″ зх. д. / 44.37222° пн. ш. 86.01361° зх. д. (44.372268, -86.013524).  За даними Бюро перепису населення США в 2010 році селище мало площу 2,86 км², уся площа — суходіл.

## Демографія
Згідно з переписом 2010 року, у селищі мешкало 470 осіб у 206 домогосподарствах у складі 125 родин. Густота населення становила 165 осіб/км².  Було 259 помешкань (91/км²).
Расовий склад населення:
| - 94,7 % — білих - 0,6 % — корінних американців - 0,4 % — азіатів - 0,2 % — чорних або афроамериканців - 1,9 % — осіб інших рас |

До двох чи більше рас належало 2,1 %. Частка іспаномовних становила 6,0 % від усіх жителів.
За віковим діапазоном населення розподілялося таким чином: 23,0 % — особи молодші 18 років, 65,3 % — особи у віці 18—64 років, 11,7 % — особи у віці 65 років та старші. Медіана віку мешканця становила 39,6 року. На 100 осіб жіночої статі у селищі припадало 91,8 чоловіків;  на 100 жінок у віці від 18 років та старших — 95,7 чоловіків також старших 18 років.
Середній дохід на одне домашнє господарство  становив 37 986 доларів США (медіана — 34 732), а середній дохід на одну сім'ю — 39 430 доларів (медіана — 43 000). За межею бідності перебувало 18,8 % осіб, у тому числі 37,8 % дітей у віці до 18 років та 19,7 % осіб у віці 65 років та старших.
Цивільне працевлаштоване населення становило 198 осіб. Основні галузі зайнятості: роздрібна торгівля — 16,7 %, мистецтво, розваги та відпочинок — 16,2 %, освіта, охорона здоров'я та соціальна допомога — 13,1 %, науковці, спеціалісти, менеджери — 10,1 %.